# Manoir de Kermarec
Le manoir de Kermarec est situé à Pontivy en France.

## Localisation
Le manoir est situé sur le territoire de la commune de Pontivy, au lieu-dit Kermarec, dans le département du Morbihan en région Bretagne.

## Description
Le manoir est construit au XVIIe siècle. Édifice à un étage carré en granite,  toiture à longs pans couverte d'ardoises; un pignon couvert. Escalier hors-œuvre ; escalier à vis.

## Historique
Vestiges du XVIIe siècle fort remaniés, le logis surtout. Traces, sur le cadastre de 1846, d'avenues bordées d'arbres aux abords. Des déclarations de cette époque permettent de préciser qu'en 1638 Kermarec (alors en Malguénac) appartient à Marguerite de Baud, dame de Langourla, et qu'en 1682, le manoir est la propriété de la veuve du sieur de Kerbardoul.
Le manoir est inscrit à l'inventaire général du patrimoine culturel en 1986.